# 미스터 콘돔
"미스터 콘돔"은 1997년에 개봉한 대한민국의 코미디 영화이다.

## 캐스팅
- 김혜수 : 성희 역
- 김호진 : 성호 역
- 이경영 : 경호 역
- 정초신 : 담당의 역
- 문영동 : 삼식 역
- 구혜령 : 삼식아내 역
- 이지오 : 경호아내 역
- 황정미 : 폭력배아내 역
- 김민 : 미수 역
- 정성일 : 미수남편 역
- 추귀정 : 시노 역
- 이수정 : 술꾼여자 역
- 정진우 : 기장 역
- 권성환 : 부기장 역
- 왕희광 : 항법사 역
- 서효승 : 앵커 역
- 송미열 : 입양아 역
- 정기성 : 입양아 역
- 주해진 : 시어머니 역
- 윤봉금 : 시어머니 역
- 이인복 : 닥터 역
- 한혜영 : 검사원 역
- 김선희 : 간호사 역
- 박정미 : 간호사 역
- 김미란 : 에어로빅강사 역
- 고형종 : 승무원 역
- 김진동 : 승무원 역
- 한은정 : 승무원 역
- 김미희 : 승무원 역
- 이자연 : 승무원 역
- 여정미 : 승무원 역
- 김은정 : 에스컬레이터여자 역
- 오일환 : 아이들 역
- 김영현 : 아이들 역
- 전한울 : 아이들 역
- 김도형 : 아이들 역
- 최석호 : 아이들 역
- 최주호 : 아이들 역
- 김초록 : 아이들 역
- 강민우 : 아이들 역
- 조성곤 : 아이들 역
- 허성도 : 아이들 역
- 배장수 (우정출연)
- 조원익 (우정출연)
- 유퉁 : 폭력배 역 (특별출연)
- 김학철 : 관리인 역 (특별출연)
- 이기영 : 비디오대표 역 (특별출연)